# Zarządy województw III kadencji

Początkowe koalicje w sejmikach (według komitetów wyborczych)

Zarządy województw III kadencji – składy 16 zarządów województw w Polsce III kadencji (2006–2010) wybranych w następstwie wyborów samorządowych.

## Zarząd Województwa Dolnośląskiego III kadencji
| Funkcja                                    | Imię i nazwisko (reprezentowane ugrupowanie) | Imię i nazwisko (reprezentowane ugrupowanie) | Czas pełnienia funkcji | Czas pełnienia funkcji |
| Funkcja                                    | Imię i nazwisko (reprezentowane ugrupowanie) | Imię i nazwisko (reprezentowane ugrupowanie) | Od                     | Do                     |
| ------------------------------------------ | -------------------------------------------- | -------------------------------------------- | ---------------------- | ---------------------- |
| Marszałek Województwa Dolnośląskiego       |                                              | Andrzej Łoś (PO)                             | 7 grudnia 2006(dts)    | 5 marca 2008(dts)      |
| Wicemarszałek Województwa Dolnośląskiego   |                                              | Tadeusz Drab (PSL)                           | 7 grudnia 2006(dts)    | 5 marca 2008(dts)      |
| Wicemarszałek Województwa Dolnośląskiego   | 5 marca 2008(dts)                            | Tadeusz Drab (PSL)                           | 23 lipca 2009(dts)     |                        |
| Wicemarszałek Województwa Dolnośląskiego   |                                              | Marek Moszczyński (PO)                       | 7 grudnia 2006(dts)    | 5 marca 2008(dts)      |
| Członek Zarządu Województwa Dolnośląskiego | Piotr Borys (PO)                             | 7 grudnia 2006(dts)                          | 5 marca 2008(dts)      |                        |
| Wicemarszałek Województwa Dolnośląskiego   | Piotr Borys (PO)                             | 5 marca 2008(dts)                            | 18 czerwca 2009(dts)   |                        |
| Członek Zarządu Województwa Dolnośląskiego | Patryk Wild (PO)                             | 7 grudnia 2006(dts)                          | 5 marca 2008(dts)      |                        |
| Marszałek Województwa Dolnośląskiego       | Marek Łapiński (PO)                          | 5 marca 2008(dts)                            | 1 grudnia 2010(dts)    |                        |
| Członek Zarządu Województwa Dolnośląskiego | Grzegorz Roman (PO)                          | 5 marca 2008(dts)                            | 1 grudnia 2010(dts)    |                        |
| Członek Zarządu Województwa Dolnośląskiego | Zbigniew Szczygieł (PO)                      | 5 marca 2008(dts)                            | 1 grudnia 2010(dts)    |                        |
| Wicemarszałek Województwa Dolnośląskiego   |                                              | Stanisław Longawa (PSL)                      | 23 lipca 2009(dts)     | 1 grudnia 2010(dts)    |
| Wicemarszałek Województwa Dolnośląskiego   |                                              | Jerzy Łużniak (PO)                           | 23 lipca 2009(dts)     | 1 grudnia 2010(dts)    |

## Zarząd Województwa Kujawsko-Pomorskiego III kadencji
| Funkcja                                          | Imię i nazwisko (reprezentowane ugrupowanie) | Imię i nazwisko (reprezentowane ugrupowanie) | Czas pełnienia funkcji | Czas pełnienia funkcji |
| Funkcja                                          | Imię i nazwisko (reprezentowane ugrupowanie) | Imię i nazwisko (reprezentowane ugrupowanie) | Od                     | Do                     |
| ------------------------------------------------ | -------------------------------------------- | -------------------------------------------- | ---------------------- | ---------------------- |
| Marszałek Województwa Kujawsko-Pomorskiego       |                                              | Piotr Całbecki (PO)                          | 24 listopada 2006(dts) | 29 listopada 2010(dts) |
| Wicemarszałek Województwa Kujawsko-Pomorskiego   |                                              | Maciej Eckardt (PiS, RLN)                    | 24 listopada 2006(dts) | 21 grudnia 2009(dts)   |
| Wicemarszałek Województwa Kujawsko-Pomorskiego   |                                              | Włodzisław Giziński (PO)                     | 24 listopada 2006(dts) | 23 kwietnia 2007(dts)  |
| Członek Zarządu Województwa Kujawsko-Pomorskiego |                                              | Bartosz Nowacki (Samoobrona / KPPS)          | 24 listopada 2006(dts) | 29 listopada 2010(dts) |
| Członek Zarządu Województwa Kujawsko-Pomorskiego |                                              | Zbigniew Sosnowski (PSL)                     | 24 listopada 2006(dts) | 29 listopada 2010(dts) |
| Wicemarszałek Województwa Kujawsko-Pomorskiego   |                                              | Edward Hartwich (PO)                         | 23 kwietnia 2007(dts)  | 29 listopada 2010(dts) |
| Wicemarszałek Województwa Kujawsko-Pomorskiego   |                                              | Michał Korolko                               | 22 grudnia 2009(dts)   | 29 listopada 2010(dts) |

## Zarząd Województwa LubelskiegoIII kadencji
| Funkcja                                 | Imię i nazwisko (reprezentowane ugrupowanie) | Imię i nazwisko (reprezentowane ugrupowanie) | Czas pełnienia funkcji | Czas pełnienia funkcji |
| Funkcja                                 | Imię i nazwisko (reprezentowane ugrupowanie) | Imię i nazwisko (reprezentowane ugrupowanie) | Od                     | Do                     |
| --------------------------------------- | -------------------------------------------- | -------------------------------------------- | ---------------------- | ---------------------- |
| Marszałek Województwa Lubelskiego       |                                              | Jarosław Zdrojkowski (PiS)                   | 1 grudnia 2006(dts)    | 28 stycznia 2008(dts)  |
| Wicemarszałek Województwa Lubelskiego   | Andrzej Olborski (PiS)                       | 1 grudnia 2006(dts)                          | 28 stycznia 2008(dts)  |                        |
| Wicemarszałek Województwa Lubelskiego   |                                              | Jacek Sobczak (PO)                           | 1 grudnia 2006(dts)    | 28 stycznia 2008(dts)  |
| Wicemarszałek Województwa Lubelskiego   | 28 stycznia 2008(dts)                        | Jacek Sobczak (PO)                           | 1 grudnia 2010(dts)    |                        |
| Członek Zarządu Województwa Lubelskiego | Krzysztof Grabczuk (PO)                      | 1 grudnia 2006(dts)                          | 28 stycznia 2008(dts)  |                        |
| Marszałek Województwa Lubelskiego       | Krzysztof Grabczuk (PO)                      | 28 stycznia 2008(dts)                        | 1 grudnia 2010(dts)    |                        |
| Członek Zarządu Województwa Lubelskiego | Mariusz Grad (PO)                            | 1 grudnia 2006(dts)                          | 19 listopada 2007(dts) |                        |
| Członek Zarządu Województwa Lubelskiego | Marek Flasiński (PO)                         | 12 grudnia 2007(dts)                         | 28 stycznia 2008(dts)  |                        |
| Członek Zarządu Województwa Lubelskiego | Marek Flasiński (PO)                         | 28 stycznia 2008(dts)                        | 1 grudnia 2010(dts)    |                        |
| Wicemarszałek Województwa Lubelskiego   |                                              | Sławomir Sosnowski (PSL)                     | 28 stycznia 2008(dts)  | 1 grudnia 2010(dts)    |
| Członek Zarządu Województwa Lubelskiego | Arkadiusz Bratkowski (PSL)                   | 28 stycznia 2008(dts)                        | 1 grudnia 2010(dts)    |                        |

## Zarząd Województwa Lubuskiego III kadencji
| Funkcja                                | Imię i nazwisko (reprezentowane ugrupowanie) | Imię i nazwisko (reprezentowane ugrupowanie) | Czas pełnienia funkcji | Czas pełnienia funkcji |
| Funkcja                                | Imię i nazwisko (reprezentowane ugrupowanie) | Imię i nazwisko (reprezentowane ugrupowanie) | Od                     | Do                     |
| -------------------------------------- | -------------------------------------------- | -------------------------------------------- | ---------------------- | ---------------------- |
| Marszałek Województwa Lubuskiego       |                                              | Krzysztof Szymański (PO)                     | 30 listopada 2006(dts) | 21 sierpnia 2008(dts)  |
| Wicemarszałek Województwa Lubuskiego   | Sebastian Ciemnoczołowski (PO)               | 30 listopada 2006(dts)                       | 21 sierpnia 2008(dts)  |                        |
| Wicemarszałek Województwa Lubuskiego   |                                              | Elżbieta Płonka (PiS)                        | 30 listopada 2006(dts) | 21 sierpnia 2008(dts)  |
| Członek Zarządu Województwa Lubuskiego |                                              | Jolanta Fedak (PSL)                          | 30 listopada 2006(dts) | 16 listopada 2007(dts) |
| Członek Zarządu Województwa Lubuskiego |                                              | Andrzej Szablewski (PiS)                     | 30 listopada 2006(dts) | 21 sierpnia 2008(dts)  |
| Członek Zarządu Województwa Lubuskiego |                                              | Stanisław Tomczyszyn (PSL)                   | 17 grudnia 2007(dts)   | 21 sierpnia 2008(dts)  |
| Członek Zarządu Województwa Lubuskiego | 21 sierpnia 2008(dts)                        | Stanisław Tomczyszyn (PSL)                   | 29 listopada 2010(dts) |                        |
| Marszałek Województwa Lubuskiego       |                                              | Marcin Jabłoński (PO)                        | 21 sierpnia 2008(dts)  | 29 listopada 2010(dts) |
| Wicemarszałek Województwa Lubuskiego   | Elżbieta Polak (PO)                          | 21 sierpnia 2008(dts)                        | 29 listopada 2010(dts) |                        |
| Wicemarszałek Województwa Lubuskiego   |                                              | Tomasz Wontor (SLD)                          | 21 sierpnia 2008(dts)  | 29 listopada 2010(dts) |
| Członek Zarządu Województwa Lubuskiego |                                              | Tomasz Hałas (PO)                            | 21 sierpnia 2008(dts)  | 29 listopada 2010(dts) |

## Zarząd Województwa Łódzkiego III kadencji
| Funkcja                               | Imię i nazwisko (reprezentowane ugrupowanie) | Imię i nazwisko (reprezentowane ugrupowanie) | Czas pełnienia funkcji | Czas pełnienia funkcji |
| Funkcja                               | Imię i nazwisko (reprezentowane ugrupowanie) | Imię i nazwisko (reprezentowane ugrupowanie) | Od                     | Do                     |
| ------------------------------------- | -------------------------------------------- | -------------------------------------------- | ---------------------- | ---------------------- |
| Marszałek Województwa Łódzkiego       |                                              | Włodzimierz Fisiak (PO)                      | 28 listopada 2006(dts) | 2 grudnia 2010(dts)    |
| Wicemarszałek Województwa Łódzkiego   |                                              | Stanisław Olas (PSL)                         | 28 listopada 2006(dts) | 18 listopada 2007(dts) |
| Wicemarszałek Województwa Łódzkiego   | Stanisław Witaszczyk (PSL)                   | 28 listopada 2006(dts)                       | 18 listopada 2007(dts) |                        |
| Członek Zarządu Województwa Łódzkiego |                                              | Elżbieta Hibner (PO)                         | 28 listopada 2006(dts) | 2 grudnia 2010(dts)    |
| Członek Zarządu Województwa Łódzkiego |                                              | Krzysztof Makowski (SLD)                     | 28 listopada 2006(dts) | 5 lutego 2008(dts)     |
| Wicemarszałek Województwa Łódzkiego   |                                              | Artur Bagieński (PSL)                        | 19 listopada 2007(dts) | 2 grudnia 2010(dts)    |
| Wicemarszałek Województwa Łódzkiego   | Elżbieta Nawrocka (PSL)                      | 19 listopada 2007(dts)                       | 20 stycznia 2009(dts)  |                        |
| Członek Zarządu Województwa Łódzkiego |                                              | Witold Stępień (PO)                          | 28 lutego 2008(dts)    | 17 lutego 2009(dts)    |
| Wicemarszałek Województwa Łódzkiego   | 18 lutego 2009(dts)                          | Witold Stępień (PO)                          | 2 grudnia 2010(dts)    |                        |
| Członek Zarządu Województwa Łódzkiego |                                              | Dariusz Klimczak (PSL)                       | 18 lutego 2009(dts)    | 2 grudnia 2010(dts)    |

## Zarząd Województwa Małopolskiego III kadencji
| Funkcja                                   | Imię i nazwisko (reprezentowane ugrupowanie) | Imię i nazwisko (reprezentowane ugrupowanie) | Czas pełnienia funkcji | Czas pełnienia funkcji |
| Funkcja                                   | Imię i nazwisko (reprezentowane ugrupowanie) | Imię i nazwisko (reprezentowane ugrupowanie) | Od                     | Do                     |
| ----------------------------------------- | -------------------------------------------- | -------------------------------------------- | ---------------------- | ---------------------- |
| Marszałek Województwa Małopolskiego       |                                              | Marek Nawara (WM)                            | 27 listopada 2006(dts) | 2 grudnia 2010(dts)    |
| Wicemarszałek Województwa Małopolskiego   |                                              | Wojciech Bosak (LPR)                         | 27 listopada 2006(dts) | 8 marca 2007(dts)      |
| Wicemarszałek Województwa Małopolskiego   |                                              | Andrzej Romanek (PiS)                        | 27 listopada 2006(dts) | 8 marca 2007(dts)      |
| Członek Zarządu Województwa Małopolskiego |                                              | Wojciech Kozak (PSL)                         | 27 listopada 2006(dts) | 2 grudnia 2010(dts)    |
| Wicemarszałek Województwa Małopolskiego   |                                              | Zbysław Owczarski (PiS)                      | 27 listopada 2006(dts) | 8 marca 2007(dts)      |
| Wicemarszałek Województwa Małopolskiego   |                                              | Roman Ciepiela (PO)                          | 8 marca 2007(dts)      | 2 grudnia 2010(dts)    |
| Wicemarszałek Województwa Małopolskiego   | Leszek Zegzda (PO)                           | 8 marca 2007(dts)                            | 2 grudnia 2010(dts)    |                        |
| Członek Zarządu Województwa Małopolskiego | Marek Sowa (PO)                              | 8 marca 2007(dts)                            | 2 grudnia 2010(dts)    |                        |

## Zarząd Województwa Mazowieckiego III kadencji
| Funkcja                                   | Imię i nazwisko (reprezentowane ugrupowanie) | Imię i nazwisko (reprezentowane ugrupowanie) | Czas pełnienia funkcji | Czas pełnienia funkcji |
| Funkcja                                   | Imię i nazwisko (reprezentowane ugrupowanie) | Imię i nazwisko (reprezentowane ugrupowanie) | Od                     | Do                     |
| ----------------------------------------- | -------------------------------------------- | -------------------------------------------- | ---------------------- | ---------------------- |
| Marszałek Województwa Mazowieckiego       |                                              | Adam Struzik (PSL)                           | 24 listopada 2006(dts) | 2 grudnia 2010(dts)    |
| Wicemarszałek Województwa Mazowieckiego   |                                              | Jacek Kozłowski (PO)                         | 24 listopada 2006(dts) | 26 listopada 2007(dts) |
| Wicemarszałek Województwa Mazowieckiego   | Tomasz Siemoniak (PO)                        | 24 listopada 2006(dts)                       | 26 listopada 2007(dts) |                        |
| Członek Zarządu Województwa Mazowieckiego |                                              | Waldemar Roszkiewicz (PSL)                   | 24 listopada 2006(dts) | 2 grudnia 2010(dts)    |
| Członek Zarządu Województwa Mazowieckiego |                                              | Piotr Szprendałowicz (PO)                    | 24 listopada 2006(dts) | 2 grudnia 2010(dts)    |
| Wicemarszałek Województwa Mazowieckiego   | Stefan Kotlewski (PO)                        | 26 listopada 2007(dts)                       | 2 grudnia 2010(dts)    |                        |
| Wicemarszałek Województwa Mazowieckiego   | Ludwik Rakowski (PO)                         | 1 stycznia 2008(dts)                         | 2 grudnia 2010(dts)    |                        |

## Zarząd Województwa Opolskiego III kadencji
| Funkcja                                | Imię i nazwisko (reprezentowane ugrupowanie) | Imię i nazwisko (reprezentowane ugrupowanie) | Czas pełnienia funkcji | Czas pełnienia funkcji |
| Funkcja                                | Imię i nazwisko (reprezentowane ugrupowanie) | Imię i nazwisko (reprezentowane ugrupowanie) | Od                     | Do                     |
| -------------------------------------- | -------------------------------------------- | -------------------------------------------- | ---------------------- | ---------------------- |
| Marszałek Województwa Opolskiego       |                                              | Józef Sebesta (PO)                           | 27 listopada 2006(dts) | 2 grudnia 2010(dts)    |
| Wicemarszałek Województwa Opolskiego   |                                              | Józef Kotyś (MN)                             | 27 listopada 2006(dts) | 2 grudnia 2010(dts)    |
| Wicemarszałek Województwa Opolskiego   |                                              | Stanisław Rakoczy (PSL)                      | 27 listopada 2006(dts) | 4 listopada 2007(dts)  |
| Członek Zarządu Województwa Opolskiego |                                              | Andrzej Kasiura (MN)                         | 27 listopada 2006(dts) | 2 grudnia 2010(dts)    |
| Członek Zarządu Województwa Opolskiego |                                              | Ryszard Wilczyński (PO)                      | 27 listopada 2006(dts) | 31 grudnia 2007(dts)   |
| Wicemarszałek Województwa Opolskiego   |                                              | Teresa Karol (PSL)                           | 27 listopada 2007(dts) | 2 grudnia 2010(dts)    |
| Członek Zarządu Województwa Opolskiego |                                              | Tomasz Kostuś (PO)                           | 29 stycznia 2008(dts)  | 2 grudnia 2010(dts)    |

## Zarząd Województwa Podkarpackiego III kadencji
| Funkcja                                    | Imię i nazwisko (reprezentowane ugrupowanie) | Imię i nazwisko (reprezentowane ugrupowanie) | Czas pełnienia funkcji | Czas pełnienia funkcji |
| Funkcja                                    | Imię i nazwisko (reprezentowane ugrupowanie) | Imię i nazwisko (reprezentowane ugrupowanie) | Od                     | Do                     |
| ------------------------------------------ | -------------------------------------------- | -------------------------------------------- | ---------------------- | ---------------------- |
| Marszałek Województwa Podkarpackiego       |                                              | Zygmunt Cholewiński (PiS)                    | 25 listopada 2006(dts) | 30 listopada 2010(dts) |
| Wicemarszałek Województwa Podkarpackiego   | Bogdan Rzońca (PiS)                          | 25 listopada 2006(dts)                       | 30 listopada 2010(dts) |                        |
| Wicemarszałek Województwa Podkarpackiego   | Kazimierz Ziobro (PiS)                       | 25 listopada 2006(dts)                       | 30 listopada 2010(dts) |                        |
| Członek Zarządu Województwa Podkarpackiego | Stanisław Bajda (PiS)                        | 25 listopada 2006(dts)                       | 30 listopada 2010(dts) |                        |
| Członek Zarządu Województwa Podkarpackiego |                                              | Jan Burek (Stronnictwo „Piast”)              | 25 listopada 2006(dts) | 30 listopada 2010(dts) |

## Zarząd Województwa Podlaskiego III kadencji
| Funkcja                                 | Imię i nazwisko (reprezentowane ugrupowanie) | Imię i nazwisko (reprezentowane ugrupowanie) | Czas pełnienia funkcji | Czas pełnienia funkcji |
| Funkcja                                 | Imię i nazwisko (reprezentowane ugrupowanie) | Imię i nazwisko (reprezentowane ugrupowanie) | Od                     | Do                     |
| --------------------------------------- | -------------------------------------------- | -------------------------------------------- | ---------------------- | ---------------------- |
| Marszałek Województwa Podlaskiego       |                                              | Dariusz Piontkowski (PiS)                    | 29 maja 2007(dts)      | 15 stycznia 2008(dts)  |
| Wicemarszałek Województwa Podlaskiego   |                                              | Jan Kamiński (PSL)                           | 29 maja 2007(dts)      | 5 listopada 2007(dts)  |
| Wicemarszałek Województwa Podlaskiego   |                                              | Marek Olbryś (PiS)                           | 29 maja 2007(dts)      | 15 stycznia 2008(dts)  |
| Członek Zarządu Województwa Podlaskiego |                                              | Mikołaj Janowski (PSL)                       | 29 maja 2007(dts)      | 15 stycznia 2008(dts)  |
| Członek Zarządu Województwa Podlaskiego |                                              | Karol Tylenda (SKL)                          | 29 maja 2007(dts)      | 15 stycznia 2008(dts)  |
| Marszałek Województwa Podlaskiego       |                                              | Jarosław Dworzański (PO)                     | 15 stycznia 2008(dts)  | 10 stycznia 2011(dts)  |
| Wicemarszałek Województwa Podlaskiego   |                                              | Bogusław Dębski (Prawica)                    | 15 stycznia 2008(dts)  | 10 stycznia 2011(dts)  |
| Wicemarszałek Województwa Podlaskiego   |                                              | Ignacy Jasionowski (PSL)                     | 15 stycznia 2008(dts)  | 10 stycznia 2011(dts)  |
| Członek Zarządu Województwa Podlaskiego | Mieczysław Baszko (PSL)                      | 15 stycznia 2008(dts)                        | 10 stycznia 2011(dts)  |                        |
| Członek Zarządu Województwa Podlaskiego |                                              | Jacek Piorunek (PO)                          | 15 stycznia 2008(dts)  | 10 stycznia 2011(dts)  |

## Zarząd Województwa Pomorskiego III kadencji
| Funkcja                                 | Imię i nazwisko (reprezentowane ugrupowanie) | Imię i nazwisko (reprezentowane ugrupowanie) | Czas pełnienia funkcji | Czas pełnienia funkcji |
| Funkcja                                 | Imię i nazwisko (reprezentowane ugrupowanie) | Imię i nazwisko (reprezentowane ugrupowanie) | Od                     | Do                     |
| --------------------------------------- | -------------------------------------------- | -------------------------------------------- | ---------------------- | ---------------------- |
| Marszałek Województwa Pomorskiego       |                                              | Jan Kozłowski (PO)                           | 27 listopada 2006(dts) | 22 lutego 2010(dts)    |
| Wicemarszałek Województwa Pomorskiego   | Leszek Czarnobaj (PO)                        | 27 listopada 2006(dts)                       | 24 lutego 2010(dts)    |                        |
| Wicemarszałek Województwa Pomorskiego   | Leszek Czarnobaj (PO)                        | 24 lutego 2010(dts)                          | 6 grudnia 2010(dts)    |                        |
| Wicemarszałek Województwa Pomorskiego   | Mieczysław Struk (PO)                        | 27 listopada 2006(dts)                       | 24 lutego 2010(dts)    |                        |
| Marszałek Województwa Pomorskiego       | Mieczysław Struk (PO)                        | 24 lutego 2010(dts)                          | 6 grudnia 2010(dts)    |                        |
| Członek Zarządu Województwa Pomorskiego | Wiesław Byczkowski (PO)                      | 27 listopada 2006(dts)                       | 24 lutego 2010(dts)    |                        |
| Wicemarszałek Województwa Pomorskiego   | Wiesław Byczkowski (PO)                      | 24 lutego 2010(dts)                          | 6 grudnia 2010(dts)    |                        |
| Członek Zarządu Województwa Pomorskiego |                                              | Krystyna Pajura (KPEiR)                      | 27 listopada 2006(dts) | 24 lutego 2010(dts)    |
| Członek Zarządu Województwa Pomorskiego |                                              | Wiesław Kamiński (PO)                        | 24 lutego 2010(dts)    | 6 grudnia 2010(dts)    |
| Członek Zarządu Województwa Pomorskiego | Adam Leik (PO)                               | 24 lutego 2010(dts)                          | 6 grudnia 2010(dts)    |                        |

## Zarząd Województwa Śląskiego III kadencji
| Funkcja                               | Imię i nazwisko (reprezentowane ugrupowanie) | Imię i nazwisko (reprezentowane ugrupowanie) | Czas pełnienia funkcji    | Czas pełnienia funkcji |
| Funkcja                               | Imię i nazwisko (reprezentowane ugrupowanie) | Imię i nazwisko (reprezentowane ugrupowanie) | Od                        | Do                     |
| ------------------------------------- | -------------------------------------------- | -------------------------------------------- | ------------------------- | ---------------------- |
| Marszałek Województwa Śląskiego       |                                              | Janusz Moszyński (PO)                        | 27 listopada 2006(dts)    | 9 stycznia 2008(dts)   |
| Wicemarszałek Województwa Śląskiego   | Sławomir Kowalski (PO)                       | 27 listopada 2006(dts)                       | 7 listopada 2007(dts)     |                        |
| Wicemarszałek Województwa Śląskiego   |                                              | Grzegorz Szpyrka (PiS)                       | 27 listopada 2006(dts)    | 9 stycznia 2008(dts)   |
| Członek Zarządu Województwa Śląskiego |                                              | Jarosław Kołodziejczyk (PO / niez.)          | 27 listopada 2006(dts)    | 9 stycznia 2008(dts)   |
| Członek Zarządu Województwa Śląskiego |                                              | Marian Ormaniec (PSL)                        | 27 listopada 2006(dts)    | 12 stycznia 2008(dts)  |
| Wicemarszałek Województwa Śląskiego   | 12 stycznia 2008(dts)                        | Marian Ormaniec (PSL)                        | 22 października 2008(dts) |                        |
| Marszałek Województwa Śląskiego       |                                              | Bogusław Śmigielski (PO)                     | 12 stycznia 2008(dts)     | 10 grudnia 2010(dts)   |
| Wicemarszałek Województwa Śląskiego   |                                              | Zbyszek Zaborowski (SLD)                     | 12 stycznia 2008(dts)     | 10 grudnia 2010(dts)   |
| Członek Zarządu Województwa Śląskiego |                                              | Mariusz Kleszczewski (PO)                    | 12 stycznia 2008(dts)     | 10 grudnia 2010(dts)   |
| Członek Zarządu Województwa Śląskiego | Piotr Spyra (PO)                             | 12 stycznia 2008(dts)                        | 10 grudnia 2010(dts)      |                        |
| Wicemarszałek Województwa Śląskiego   |                                              | Adam Stach (PSL)                             | 19 listopada 2008(dts)    | 10 grudnia 2010(dts)   |

## Zarząd Województwa Świętokrzyskiego III kadencji
| Funkcja                                      | Imię i nazwisko (reprezentowane ugrupowanie) | Imię i nazwisko (reprezentowane ugrupowanie) | Czas pełnienia funkcji | Czas pełnienia funkcji |
| Funkcja                                      | Imię i nazwisko (reprezentowane ugrupowanie) | Imię i nazwisko (reprezentowane ugrupowanie) | Od                     | Do                     |
| -------------------------------------------- | -------------------------------------------- | -------------------------------------------- | ---------------------- | ---------------------- |
| Marszałek Województwa Świętokrzyskiego       |                                              | Adam Jarubas (PSL)                           | 27 listopada 2006(dts) | 2 grudnia 2010(dts)    |
| Wicemarszałek Województwa Świętokrzyskiego   |                                              | Zdzisław Wrzałka (PO)                        | 27 listopada 2006(dts) | 2 grudnia 2010(dts)    |
| Członek Zarządu Województwa Świętokrzyskiego |                                              | Marek Gos (PSL)                              | 27 listopada 2006(dts) | 2 grudnia 2010(dts)    |
| Członek Zarządu Województwa Świętokrzyskiego |                                              | Marek Kwitek (PiS)                           | 27 listopada 2006(dts) | 9 listopada 2007(dts)  |
| Członek Zarządu Województwa Świętokrzyskiego | Marcin Perz (PiS)                            | 27 listopada 2006(dts)                       | 31 maja 2010(dts)      |                        |
| Członek Zarządu Województwa Świętokrzyskiego | Lech Janiszewski (PiS)                       | 27 grudnia 2007(dts)                         | 2 grudnia 2010(dts)    |                        |

## Zarząd Województwa Warmińsko-Mazurskiego III kadencji
| Funkcja                                           | Imię i nazwisko (reprezentowane ugrupowanie) | Imię i nazwisko (reprezentowane ugrupowanie) | Czas pełnienia funkcji    | Czas pełnienia funkcji |
| Funkcja                                           | Imię i nazwisko (reprezentowane ugrupowanie) | Imię i nazwisko (reprezentowane ugrupowanie) | Od                        | Do                     |
| ------------------------------------------------- | -------------------------------------------- | -------------------------------------------- | ------------------------- | ---------------------- |
| Marszałek Województwa Warmińsko-Mazurskiego       |                                              | Jacek Protas (PO)                            | 29 listopada 2006(dts)    | 30 listopada 2010(dts) |
| Wicemarszałek Województwa Warmińsko-Mazurskiego   |                                              | Urszula Pasławska (PSL)                      | 29 listopada 2006(dts)    | 30 listopada 2010(dts) |
| Wicemarszałek Województwa Warmińsko-Mazurskiego   | Piotr Żuchowski (PSL)                        | 29 listopada 2006(dts)                       | 28 grudnia 2007(dts)      |                        |
| Członek Zarządu Województwa Warmińsko-Mazurskiego |                                              | Jarosław Słoma (PO)                          | 29 listopada 2006(dts)    | 30 listopada 2010(dts) |
| Członek Zarządu Województwa Warmińsko-Mazurskiego | Adam Żyliński (PO)                           | 29 listopada 2006(dts)                       | 30 października 2007(dts) |                        |
| Członek Zarządu Województwa Warmińsko-Mazurskiego | Grzegorz Nowaczyk (PO)                       | 12 listopada 2007(dts)                       | 30 listopada 2010(dts)    |                        |
| Wicemarszałek Województwa Warmińsko-Mazurskiego   |                                              | Jolanta Szulc (PSL)                          | 21 stycznia 2008(dts)     | 30 listopada 2010(dts) |

## Zarząd Województwa Wielkopolskiego III kadencji
| Funkcja                                     | Imię i nazwisko (reprezentowane ugrupowanie) | Imię i nazwisko (reprezentowane ugrupowanie) | Czas pełnienia funkcji | Czas pełnienia funkcji |
| Funkcja                                     | Imię i nazwisko (reprezentowane ugrupowanie) | Imię i nazwisko (reprezentowane ugrupowanie) | Od                     | Do                     |
| ------------------------------------------- | -------------------------------------------- | -------------------------------------------- | ---------------------- | ---------------------- |
| Marszałek Województwa Wielkopolskiego       |                                              | Marek Woźniak (PO)                           | 11 grudnia 2006(dts)   | 1 grudnia 2010(dts)    |
| Wicemarszałek Województwa Wielkopolskiego   |                                              | Józef Racki (PSL)                            | 11 grudnia 2006(dts)   | 26 listopada 2007(dts) |
| Wicemarszałek Województwa Wielkopolskiego   |                                              | Leszek Wojtasiak (PO)                        | 11 grudnia 2006(dts)   | 1 grudnia 2010(dts)    |
| Członek Zarządu Województwa Wielkopolskiego |                                              | Wojciech Jankowiak (PSL)                     | 11 grudnia 2006(dts)   | 26 listopada 2007(dts) |
| Wicemarszałek Województwa Wielkopolskiego   | 26 listopada 2007(dts)                       | Wojciech Jankowiak (PSL)                     | 1 grudnia 2010(dts)    |                        |
| Członek Zarządu Województwa Wielkopolskiego |                                              | Krystyna Poślednia (PO)                      | 11 grudnia 2006(dts)   | 1 grudnia 2010(dts)    |
| Członek Zarządu Województwa Wielkopolskiego |                                              | Arkadiusz Błochowiak (PSL)                   | 26 listopada 2007(dts) | 1 grudnia 2010(dts)    |

## Zarząd Województwa Zachodniopomorskiego III kadencji
| Funkcja                                          | Imię i nazwisko (reprezentowane ugrupowanie) | Imię i nazwisko (reprezentowane ugrupowanie) | Czas pełnienia funkcji | Czas pełnienia funkcji |
| Funkcja                                          | Imię i nazwisko (reprezentowane ugrupowanie) | Imię i nazwisko (reprezentowane ugrupowanie) | Od                     | Do                     |
| ------------------------------------------------ | -------------------------------------------- | -------------------------------------------- | ---------------------- | ---------------------- |
| Marszałek Województwa Zachodniopomorskiego       |                                              | Norbert Obrycki (PO)                         | 18 grudnia 2006(dts)   | 22 kwietnia 2008(dts)  |
| Wicemarszałek Województwa Zachodniopomorskiego   | Władysław Husejko (PO)                       | 18 grudnia 2006(dts)                         | 22 kwietnia 2008(dts)  |                        |
| Marszałek Województwa Zachodniopomorskiego       | Władysław Husejko (PO)                       | 22 kwietnia 2008(dts)                        | 7 grudnia 2010(dts)    |                        |
| Wicemarszałek Województwa Zachodniopomorskiego   |                                              | Jan Krawczuk (PSL)                           | 18 grudnia 2006(dts)   | 22 kwietnia 2008(dts)  |
| Wicemarszałek Województwa Zachodniopomorskiego   | 22 kwietnia 2008(dts)                        | Jan Krawczuk (PSL)                           | 7 grudnia 2010(dts)    |                        |
| Członek Zarządu Województwa Zachodniopomorskiego |                                              | Marek Hok (PO)                               | 18 grudnia 2006(dts)   | 22 kwietnia 2008(dts)  |
| Członek Zarządu Województwa Zachodniopomorskiego | 22 kwietnia 2008(dts)                        | Marek Hok (PO)                               | 7 grudnia 2010(dts)    |                        |
| Członek Zarządu Województwa Zachodniopomorskiego | Witold Jabłoński (PO)                        | 18 grudnia 2006(dts)                         | 22 kwietnia 2008(dts)  |                        |
| Wicemarszałek Województwa Zachodniopomorskiego   | Witold Jabłoński (PO)                        | 22 kwietnia 2008(dts)                        | 31 sierpnia 2010(dts)  |                        |
| Członek Zarządu Województwa Zachodniopomorskiego | Wojciech Drożdż (PO)                         | 22 kwietnia 2008(dts)                        | 7 grudnia 2010(dts)    |                        |
| Wicemarszałek Województwa Zachodniopomorskiego   | Przemysław Włosek (PO)                       | 19 października 2010(dts)                    | 7 grudnia 2010(dts)    |                        |